# Alina Cyranek

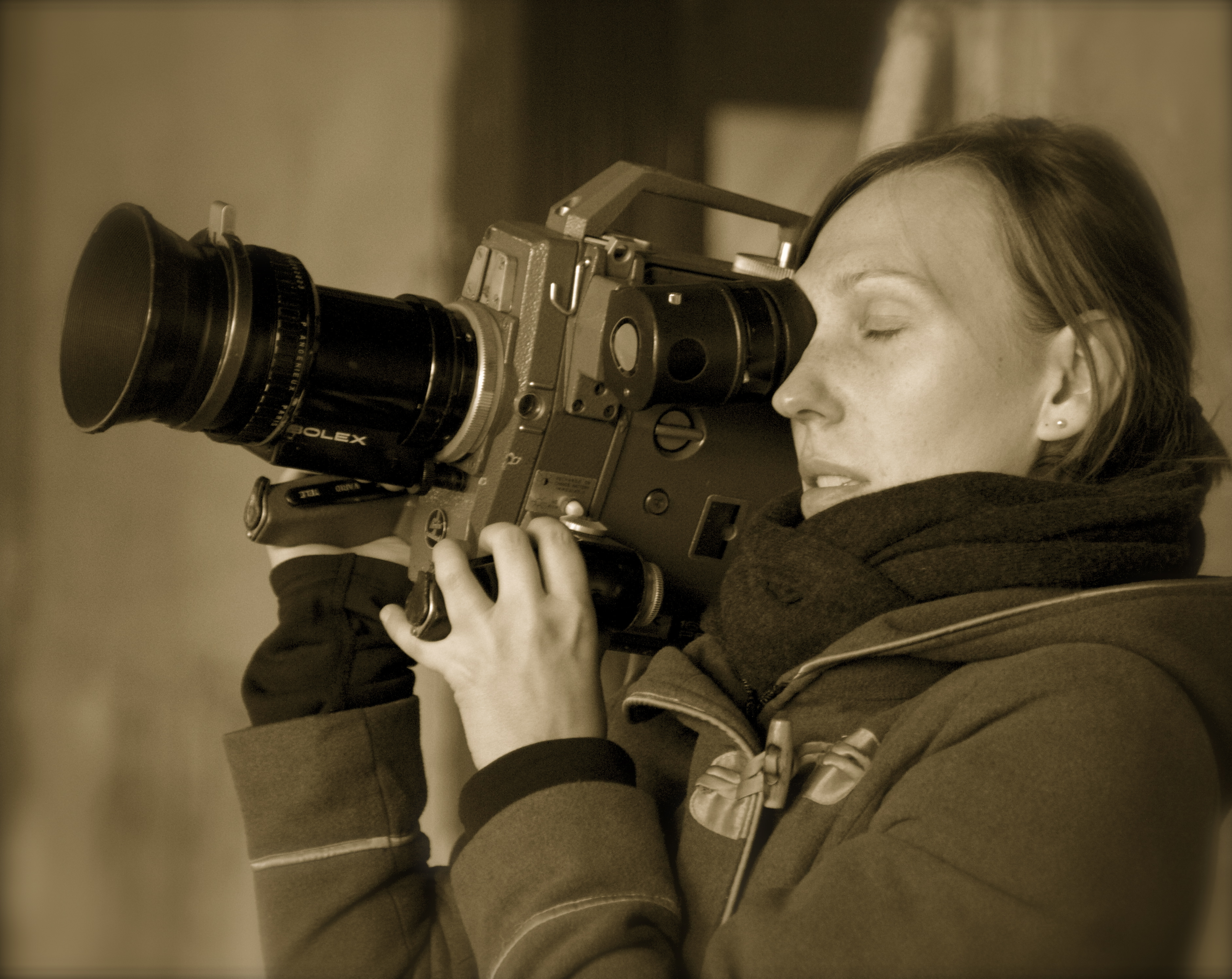
Alina Cyranek 2013 in Leipzig

Alina Cyranek (* 31. März 1979 in Racibórz, Volksrepublik Polen) ist eine deutsche Filmemacherin. Zu ihren Arbeiten gehören sowohl Dokumentarfilme als auch experimentelle Videos.

## Wirken
Nach einem Studium im Bereich Medienkunst an der Bauhaus-Universität Weimar und an der Tongji-Universität in Shanghai (China) lebt und arbeitet die Filmemacherin in Leipzig. Ihre Filme werden grenzüberschreitend sowohl auf internationalen Filmfestivals als auch bei Kunstausstellungen gezeigt. Sie realisiert Filme, in denen Themen wie Vergänglichkeit oder Alter in einem zeitgenössischen Kontext mit den Neuen Medien und sozialem Wandel verwoben werden. Dabei bedient sie sich unterschiedlicher Medienformate und Gestaltungselemente.
Für ihren Film Szenen eines Abschieds erhielt Alina Cyranek auf den 25. Bamberger Kurzfilmtagen 2015 den Bamberger Reiter „Bester Dokumentarfilm“.
Mit dem Hörfilm Fading von Alina Cyranek und Jan Frederik Vogt aus dem Jahr 2014 erinnert die Filmemacherin an die letzten Kriegstage in der Leipziger Jahnallee 61 (später bekannt als Capa-Haus), wo der US-amerikanische Kriegsfotograf Robert Capa mit seinem Foto Der letzte Tote des Krieges des dort gefallenen US-Soldaten Raymond J. Bowman am 18. April 1945 spätere Berühmtheit erlangte.
Cyraneks erster Kino-Dokumentarfilm Ein Haufen Liebe (2016) lief bundesweit in den Programmkinos. Herzstück des Films sind Gespräche einer Generation von Frauen zwischen 70 und 90 Jahren, die rückblickend über ihre Erlebnisse und Sehnsüchte zur großen Liebe berichten. Die Filmmusik schuf der deutsche Komponist Martin Kohlstedt.
Ihr Dokumentarkurzfilm über das Hotel Astoria (Leipzig), das von der Mitteldeutschen Medienförderung unterstützt wurde, lief als Uraufführung zur DOK-Woche 2020 in Leipzig.

## Filmografie (Auswahl)
- 2007: my visit (Kurzfilm, Fiktion)
- 2008: Brachycera (Kurzfilm, Experimentalfilm)
- 2009: Oddźwięk/Resonanzen (Kurzfilm, Dokumentarfilm)
- 2010: Intrusion (Kurzfilm, Experimentalfilm)
- 2011: Da sein in Meßkirch (Kurzfilm, Dokumentarfilm)
- 2011: TelH78 (Kurzfilm, Super-8-Dokumentarfilm)
- 2012: fractured (Kurzfilm, Super-8-Experimentalfilm)
- 2013: Familienessen (Kurzfilm, Dokumentarfilm)
- 2014: Fading (Kurzfilm, Hörfilm)
- 2014: Szenen eines Abschieds (Kurzfilm, Dokumentarfilm)
- 2016: Ein Haufen Liebe (Kino-Dokumentarfilm)[3]
- 2018: I 🖤 my carL (Kurzfilm, Animationsfilm)[4]
- 2019: 1945—Unsere Städte, Von der Zerstörung zum Wiederaufbau (Online-Projekt)[5]
- 2020: Hotel Astoria (Kurzfilm, Kino-Dokumentarfilm)

## Auszeichnungen
- 2008:  Filmfest Dresden – Förderpreis für Rendezvous
- 2008:  DAAD-Stipendium für das Doppel-Master-Programm an der Bauhaus-Universität Weimar und der Tongji-Universität Shanghai
- 2009:  Jurypreis beim Procinema Festival in Łódź/Polen für Resonanzen
- 2009:  Grand Award The Golden Beggar beam International Festival of Local Televisions/Slowakei für Resonanzen
- 2010:  Förderpreis vom Bauhaus Frauenförderfonds und vom Bauhaus Film Institut für Lucky Punch
- 2012: Jury- und Publikumspreis beim Filmforum Selbstgerechtes in Halle (Saale)
- 2014: Jurypreis beim Bundesfestival Video 2014 in Halle (Saale) für Familienessen im Wettbewerb Leben in Mitteldeutschland
- 2015: Bamberger Reiter „Bester Dokumentarfilm“ für den Film Szenen eines Abschieds
- 2015: Best Short Documentary beim Ferfilm Fest für den Film Szenen eines Abschieds in Ferizaj/Kosovo
- 2020: Prädikat besonders wertvoll des Dokumentarkurzfilms Hotel Astoria Leipzig zur Dokumentarkurzfilmwoche Leipzig
- 2021: Gewinnerin des VR Punk Pitch Battle, dotiert mit 10.000 Euro[6] von Filmförderung Hamburg